# Congal Cennfota mac Dúnchada
Congal Cennfota mac Dúnchada (mort en 674) est un roi d'Ulaid issu du Dal Fiatach roi d'Ulaid. Il est le fils de Dúnchad mac Fiachnai (mort vers 644), un précédent souverain. Il règne de 670 à 674. Son surnom signifie « Longue-tête ». 

## Biographie
Le Dal Fiatach domine la royauté régionale d'Ulster de 637 à 674. Les inextricables faides familiales sont une constante des dynasties de cette époque. En 647, il tue son oncle Máel Cobo mac Fiachnai le roi d'Ulaid. Toutefois, le fils de Mael Cobhas, Blathmac mac Máele Cobo, est mentionné comme roi d'Ulaid auparavant par ces mêmes annales et il est probable que Congal Cennfota n'impose pas sa souveraineté sur Ulaid avant le mort de  Blathmac en 670. Congal subit le même sort que son oncle lorsqu'il est tué, en 674, par le fils de son cousin, Bécc Bairrche mac Blathmaic (mort en 718).
Congal avait une fille :
- Conchenn ingen Congaill, qui épouse en premières noces l'Ard ri Erenn Fínnachta Fledach du Síl nÁedo Sláine et Congal semble avoir été un soutien des Ui Neill du sud[4]. Elle épouse ensuite Bécc Bairrche mac Blathmaic[5],[6].